# چفت‌سر آکند
چفت‌سر اکند، روستایی است از توابع بخش رودپی شهرستان ساری در استان مازندران ایران.

## جمعیت
این روستا در دهستان رودپی شرقی قرار داشته و براساس آخرین سرشماری مرکز آمار ایران که در سال ۱۳۹۷صورت گرفته، جمعیت آن ۲۸۴نفر (۷۱خانوار) بوده‌است.